# Militära själavårdspersonalens grader i Frankrike
Militära själavårdspersonalens grader visar den hierarkiska ordningen bland själavårdspersonalen inom Frankrikes försvarsmakt.
| Aumônier militaire-en-chef Militär själavårdschef                   | Kristen Judisk Muslimsk         | Kristen Judisk Muslimsk | Kristen Judisk Muslimsk | Kristen Judisk Muslimsk |
|                                                                     | Armén Försvarsmaktsövergripande | Marinen                 | Flygvapnet              | Gendarmeriet            |
| Aumônier militaire-en-chef adjoint Biträdande själavårdschef        |                                 |                         |                         |                         |
| Aumônier militaire régional Regional själavårdschef                 |                                 |                         |                         |                         |
| Aumônier militaire Militär själavårdare                             |                                 |                         |                         |                         |
| Icke prästvigd själavårdspersonal                                   |                                 |                         |                         |                         |
| Aumônier militaire de réserve Militär själavårdspersonal i reserven |                                 |                         |                         |                         |

Reglementsenligt tilltalas militär själavårdspersonal som, "Monsieur (eller Madame) l'aumônier".
I praktiken beror tilltalet på vilket samfund de tillhör:
- Katolsk själavårdspersonal tilltalas "Padre" eller vanligare "Mon Père" (fader). Katolska fartygspräster tilltalas ombord traditionsenligt med "Monseigneur".
- Protestantisk själavårdspersonal tilltalas "Pasteur" (pastor).
- Judisk själavårdspersonal tilltalas "Monsieur le Rabbin" (herr rabbin).